# Bürgerturm (Freising)
Bürgerturm je čtyřpatrová strážní věž na severovýchodě městského jádra v bavorském Freisingu v Německu. Dnes je tato věž společně s věží Karlsturm jedinými viditelnými zbytky původního městského opevnění.

Věž byla zbudována kolem roku 1350 jako součást středověkého městského obranného systému. První zmínka pochází však až z daňové knihy z roku 1528, kde byla nazývána Stat durn (česky Městská brána). Posléze od roku 1693 jí již bylo přezdíváno Burgers Turm.

Původně byla věž v horní patře otevřena. Až v 18. století byla opatřena stanovou střechou. Již od 16. století byla věž obývána. Mezi léty 1693 a 1750 sloužila jako sklad střelného prachu a částečně také jako vězení. Po sekularizace církevního majetku v Bavorsku v letech 1802 a 1803 bylo ve věži z jedné části zřízeno městské vězení, z druhé chudobinec. Z historického plánu města z roku 1810 je zřejmé, že okolí strážní věže byla až do 1. poloviny 18. století neobydlené.

Kvůli špatnému statickému stavu budovy zakázala městská rada 21. srpna 1913 obývání věže a navrhla buďto její prodej nebo demolici. Od roku 1914 byla věž využívána sborem dobrovolných hasičů k sušení hadic. Není známo, po jak dlouhou dobu byla věž ve správě hasičského sboru.

Za třetí říše se ve věži konaly schůze Hitlerjugend. I po druhé světové válce využívaly objekt mládežnické organizace, které ji postupně rekonstruovali. Roku 1977 si věžní prostory pronajal Bund Naturschutz in Bayern (česky Spolek ochrany přírody v Bavorsku). Roku 1946 byla věž pronajata novináři Erichu Milchgießerovi, který však nezvládal prostory věže kvůli finanční náročnosti udržovat, a proto ji přenechal spolku katolické mládeže při Svatém Jiřím. Po jejich vystěhování se věže ujala občanská iniciativa, která započala nákladnou sanaci prostor, probíhající mezi léty 1994 a 1996, jež celkově vyšla na 130 tisíc marek. 22. května 1996 bylo ve věži zřízeno muzeum Grabenmuseum, k 1000. jubileu udělení trhového práva Freisingu, které se zabývá historií městské fortifikace. Pravidelně jsou v tamějším muzeu pořádány výstavy, diskutující téma historie města.

## Galerie

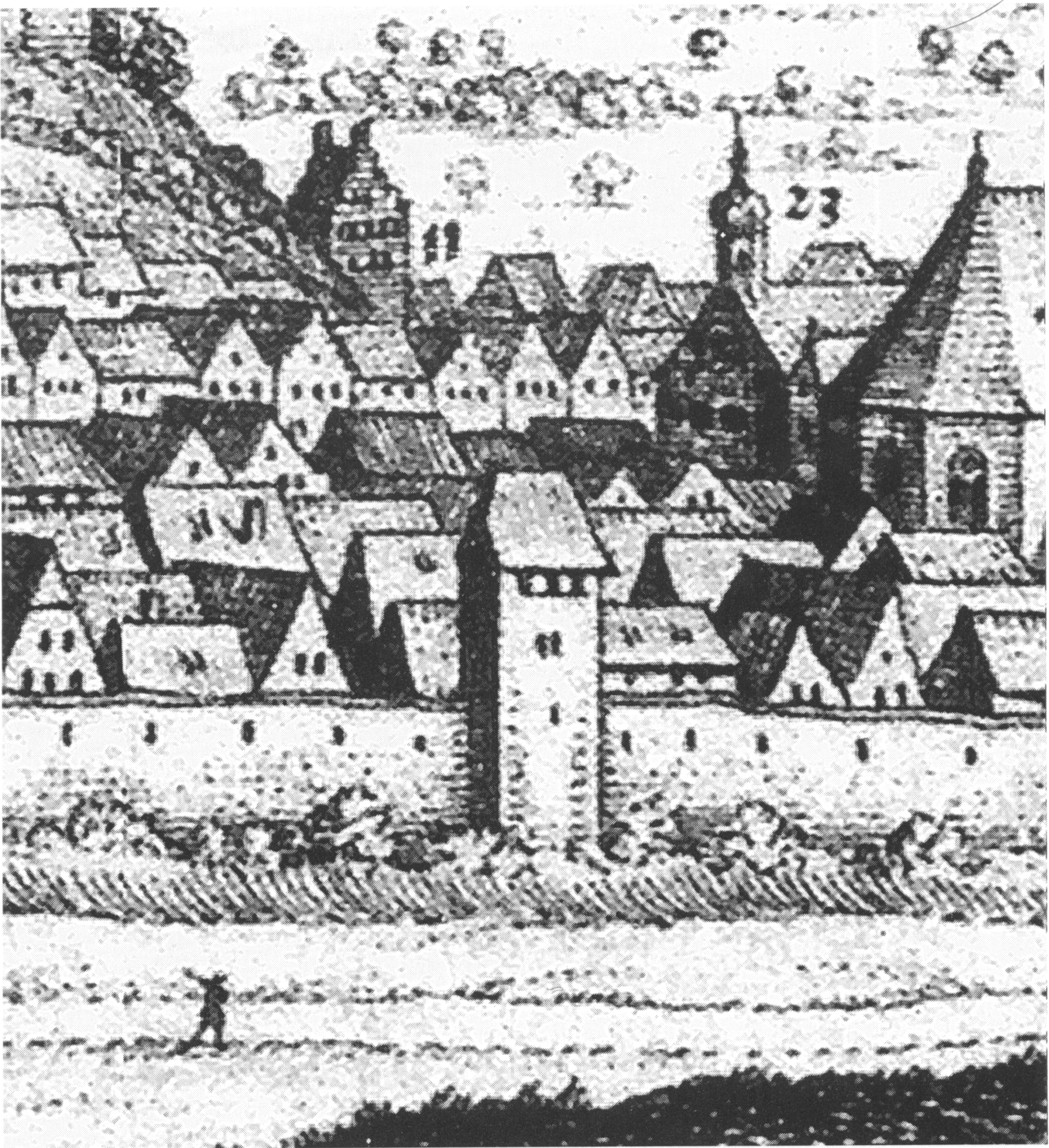
Bürgerturm na nákresu města z roku 1642
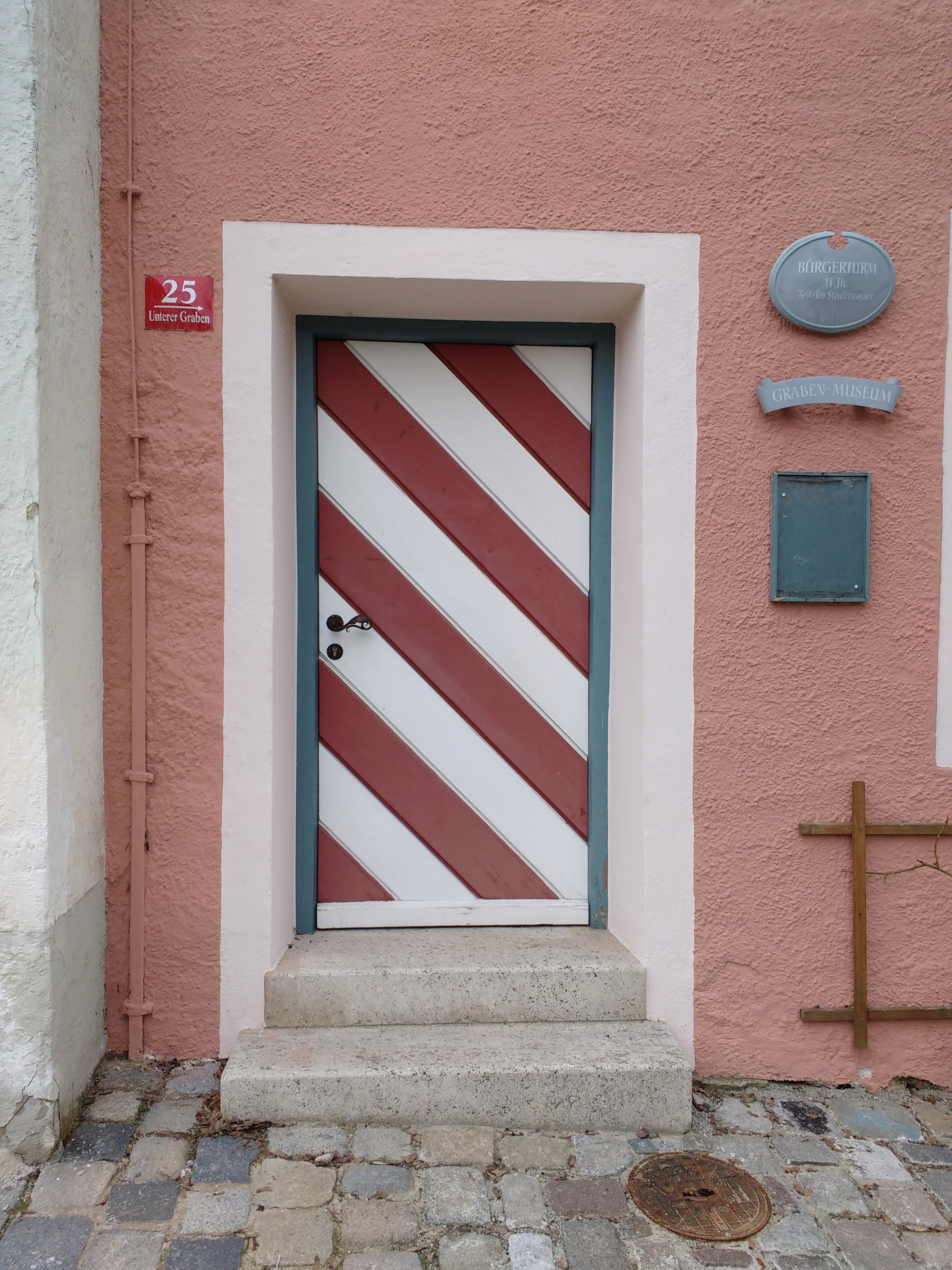
Detail vstupních dveří
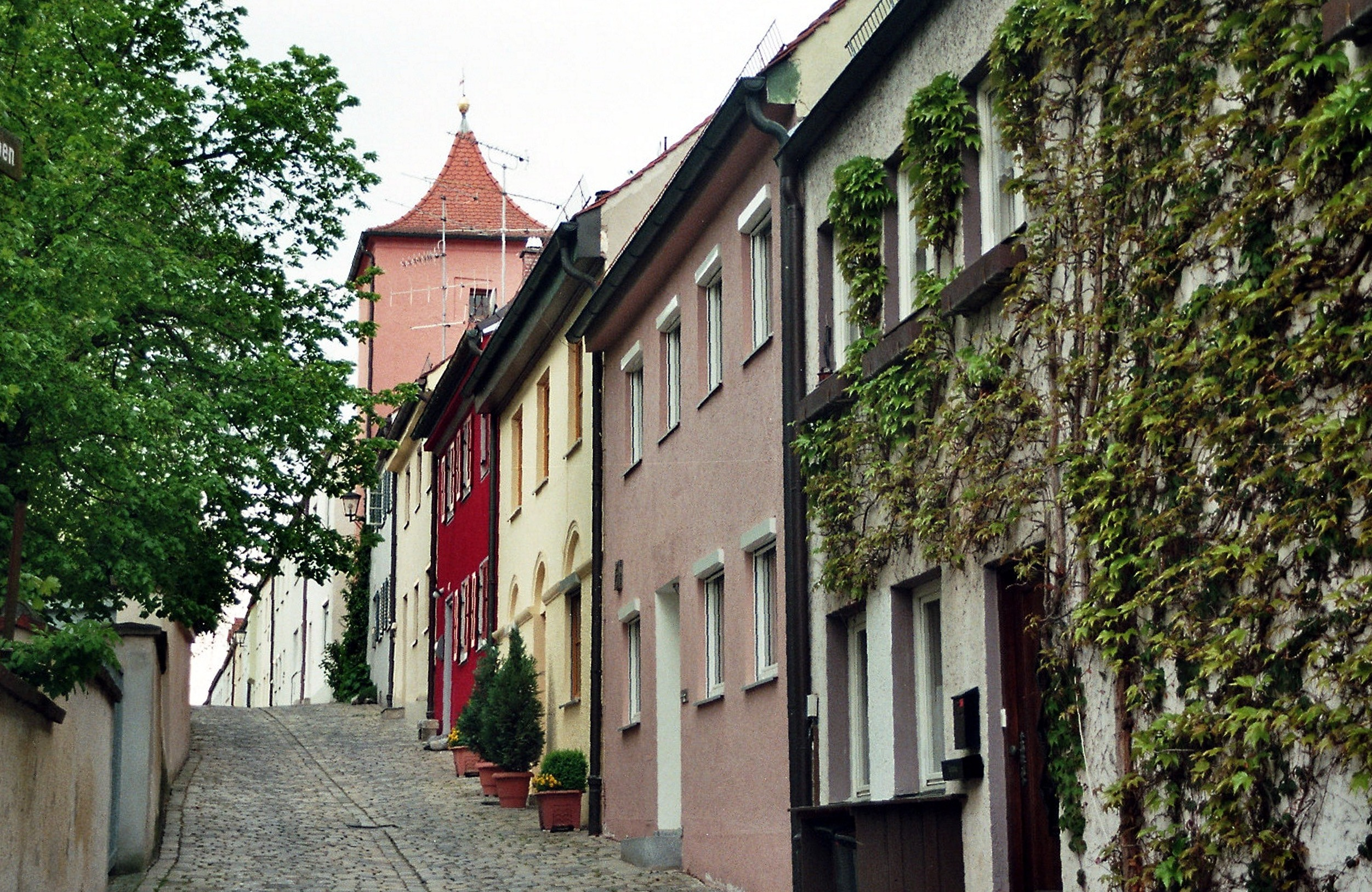
Ulice Unterer Graben